# Party at the Palace

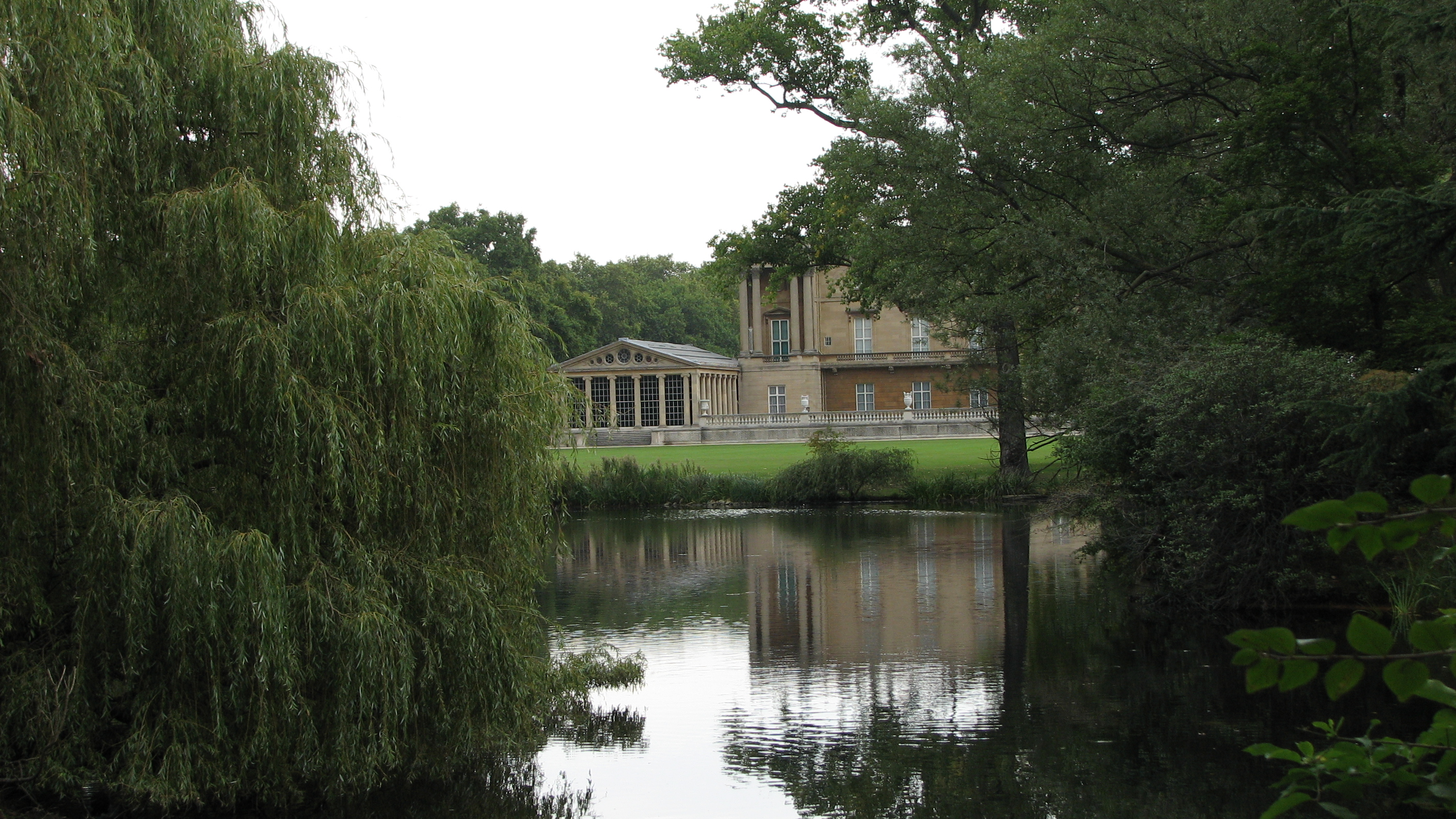
Jardín del Palacio de Buckingham, lugar en donde se llevó a cabo el concierto

Party at the Palace (traducido como «Fiesta en el Palacio») fue un concierto celebrado con motivo del Jubileo de Oro de Isabel II, Monarca de la Mancomunnidad de Naciones. El evento se llevó a cabo en los jardines del Palacio de Buckingham en Reino Unido el 3 de junio de 2002 y contó con la participación de artistas y cantantes británicos e internacionales. Se estima que 12 mil personas acudieron al concierto, mientras que 200 millones lo siguieron por televisión en todo el mundo.
La canción oficial del evento fue el tema de Los Beatles: All You Need Is Love e incluso, a las 13:00 horas, las bandas tocaron la canción en todos los pueblos de Reino Unido. Los conductores del concierto fueron Lenny Henry y Ben Elton. El músico Phil Collins permaneció en la batería en casi todas las canciones del recital. El cantante Paul McCartney fue el artista que cantó más temas durante el evento (7), además de ser el encargado de cerrarlo.

## Lista de canciones
| - 01. God Save the Queen (Brian May) - 02. The Cup of Life (Ricky Martin) - 03. Livin' la vida loca (Ricky Martin) - 04. Don't Stop Movin (S Club 7) - 05. Sisters Are Doin' It for Themselves (Annie Lenox) - 06. You Can't Hurry Love (Phil Collins) - 07. Dancing in the Street (Atomic Kitten) - 08. I Heard It Through The Grapevine (Will Young) - 09. Get Ready (Blue) - 10. Baby Love (Emma Bunton) - 11. Stop! In the Name of Love (Miss-Teq) - 12. Sex Bomb (Tom Jones) - 13. The Long and Winding Road (The Corrs) - 14. Dancing in the Moonlight (Toploader) - 15. Goldfinger (Shirley Bassey) - 16. Everything I Do (I Do It For You) (Bryan Adams) - 17. You Can Leave Your Hat On (Tom Jones y Blue) - 18. Radio Ga Ga (Queen) - 19. We Will Rock You (Queen) - 20. We Are the Champions (Queen, Will Young) - 21. Bohemian Rhapsody (Queen, Tony Vincent) | - 22. If I Ruled the World (Tony Bennet) - 23. Why (Annie Lennox) - 24. Living Doll (Cliff Richard) - 25. Move It (Cliff Richard, S Club 7 y Brian May) - 26. Paranoid (Ozzy Osbourne) - 27. I Want Love (Elton John) - 28. California Girls (Brian Wilson) - 29. The Warmth of Son ((Brian Wilson y Eric Clapton) - 30. God Only Knows (Brian Wilson y The Corrs) - 31. Good Vibrations (Brian Wilsony Emma Bunton) - 32. Layla (Eric Clapton) - 33. Gimme Some Lovin (Steve Winwood) - 34. With a Little Help from My Friends (Joe Cocker) - 35. Lola (Ray Davies) - 36. Handbags and Gladrags (Rod Stewart) - 37. Her Majesty / Blackbird (Paul McCartney) - 38. While My Guitar Gently Weeps (Paul McCartney y Eric Clapton) - 39. Sgt. Pepper's Lonely Hearts Club Band (Paul McCartney) - 40. All You Need is Love (Paul McCartney y todos los artistas en el escenario.) - 41. Mensaje del Príncipe Charles en presencia de la Reina Elizabeth II - 42. Hey Jude (Paul McCartney) - 43 I Saw Her Standing There (Paul McCartney) |

Todas las canciones de Queen se hicieron con la participación del elenco de la obra We Will Rock You, como tributo a Freddie Mercury, vocalista fallecido de la banda. La prensa destacó la ausencia de The Rolling Stones, pero el grupo no pudo participar por coincidencia de la fecha con su gira. Un DVD del concierto fue comercializado, aunque en éste se excluyó la entrada de Paul McCartney con los temas "Her Majesty" y "Blackbird".